# Tammy Jones
Pour les articles homonymes, voir Jones.
Tammy Jones, née Helen Wyn Jones (née le 12 mars 1944 à Bangor (pays de Galles)) est une chanteuse galloise.

## Biographie
Jones commence à chanter dès son plus jeune âge, remportant des compétitions à Eisteddfod, et devient une habituée de la radio et de la télévision dans le pays de Galles, chantant en anglais et en gallois. Elle apparaît dans des émissions télévisées de BBC Cymru Wales, telles que Hob Y Deri Dando et Clywch, Clywch, ainsi que dans sa propre émission télévisée, Tammy. Son premier disque en gallois Helen Wyn a Hebogiaid y Nos sort en 1965. Puis suit un disque de duos avec Aled Hughes, Caneuon Aled a Helen Wyn.
En 1966, elle enregistre l'album de chansons pour enfants Caneuon i'r Plant sous le nom de Helen Wyn puis Moliannwn/Scarlet Ribbons sous le nom de Tammy Jones. En 1967, elle enregistre le single Edelweiss/All The Love in the World et l'album The World of Tammy Jones.
En 1968, elle enregistre l'album Gwenno Penygelli/Twll Bach y Clo. En 1969, elle publie son premier disque sur CBS Records : Lai Lai Lai/Pren Helyg en gallois et Lai Lai Lai/Willow Tree en anglais.
Au cours des années 1960, Jones travaille comme artiste de cabaret, interprétant des ballades telles que No Regrets, My Way et The Day That the Rains Came Down. Avec une voix formée pour l'opéra à la Guildhall School of Music de Londres, c'est son fort pendant de nombreuses années.
Elle est invitée à la télévision anglaise avec Benny Hill, Tom Jones, The Bachelors, Dick Emery et Morecambe and Wise, ainsi que des apparitions au London Palladium et au Royal Variety Performance devant Anne du Royaume-Uni. Les apparitions au cabaret étaient à la fois nationales et internationales, avec des visites en Pologne, Israël, Zimbabwe, Amérique, Canada, Afrique, Europe, Australie, Nouvelle-Zélande et Argentine.
Elle devient plus connue avec l'émission Opportunity Knocks sur ITV en gagnant pendant six semaines consécutives. Son plus gros succès Let Me Try Again est cinquième du UK Singles Chart.
En 1976, Jones publie un single intitulé Love's A Carousel, une chanson qu'elle interprète dans Eurovision: You Decide au Royal Albert Hall, un concours visant à sélectionner le représentant du Royaume-Uni au Concours Eurovision de la chanson. Tammy Jones est sixième des douze participants. Jones sort un album du même nom peu de temps après, mais ni le single ni l’album entrent dans les UK Charts.
Jones s'impose dans la version australienne d’Opportunity Knocks. Elle sort des albums avec des orchestres d'une trentaine de membres.
Jones apparaît dans des émissions estivales et joue des rôles principaux dans des pantomimes, avec de nombreux artistes bien connus tels que Les Dawson, Marti Caine, Jim Davidson, Hope and Keen, The Krankies, Craig Douglas et Charlie Drake.
Après avoir vécu en Nouvelle-Zélande pendant dix ans, elle retourne vivre au Pays de Galles.